# Trani a gogò
Trani a gogò è un brano musicale del 1962 di Giorgio Gaber, scritto dallo stesso Gaber e da Umberto Simonetta.

## Testo e significato
ci sta quel locale abbastanza per male 

che chiamano "Trani a gogò"... 

Si passa la sera scolando Barbera, 

scolando Barbera... 

nel "Trani a gogò!"»
Il brano fa parte di quel filone, tanto caro a Gaber e Simonetta, che parla di «quella Milano in tono minore che vive e prospera all'ombra dei grattacieli, dell'alienazione e del miracolo economico»: il testo descrive, in modo ironico ed estremamente veritiero, l’atmosfera tipica dei malfamati locali della Milano popolare degli anni '60 con i loro clienti. Il termine Trani a Milano veniva utilizzato, all'epoca, per indicare osterie o mescite di basso rango, e deriva dal nome della città pugliese di Trani, dove si produceva un vino che, esportato al settentrione, riscuoteva molto successo. Questa definizione è riportata in una nota, scritta da E.M. (Vincenzo Micocci), nella pagina interna della copertina del 45 giri.

## Edizioni
Pubblicato la prima volta nel maggio del 1962 per l'etichetta discografica Ricordi, come lato A, nel singolo Trani a gogò/Una stazione in riva al mare. La copertina fu disegnata da Vincenzo Micocci.
Nel dicembre dello stesso anno fu pubblicato un 45 giri con quattro brani, due per facciata:
Trani a gogò e La ballata del Cerutti (altro brano con le stesse tematiche) nel lato A e nel lato B La mamma del Gino e Due ninna-nanne, quest'ultima composta da Mario Bertolazzi.

## Curiosità
Il motivo della canzone venne usato nel 1963 per il jingle telepubblicitario dei vini Bolla, cantato dallo stesso Gaber. L'anno dopo, con il testo parodiato da Dino Verde, venne interpretato da Alberto Lupo e dai tre uomini del Quartetto Cetra (Felice Chiusano, Tata Giacobetti e Virgilio Savona) nella parodia, in forma di commedia musicale, de I tre moschettieri di Alexandre Dumas per la serie televisiva Biblioteca di Studio Uno, realizzata da Antonello Falqui e Guido Sacerdote.